# Гадяцька фортеця

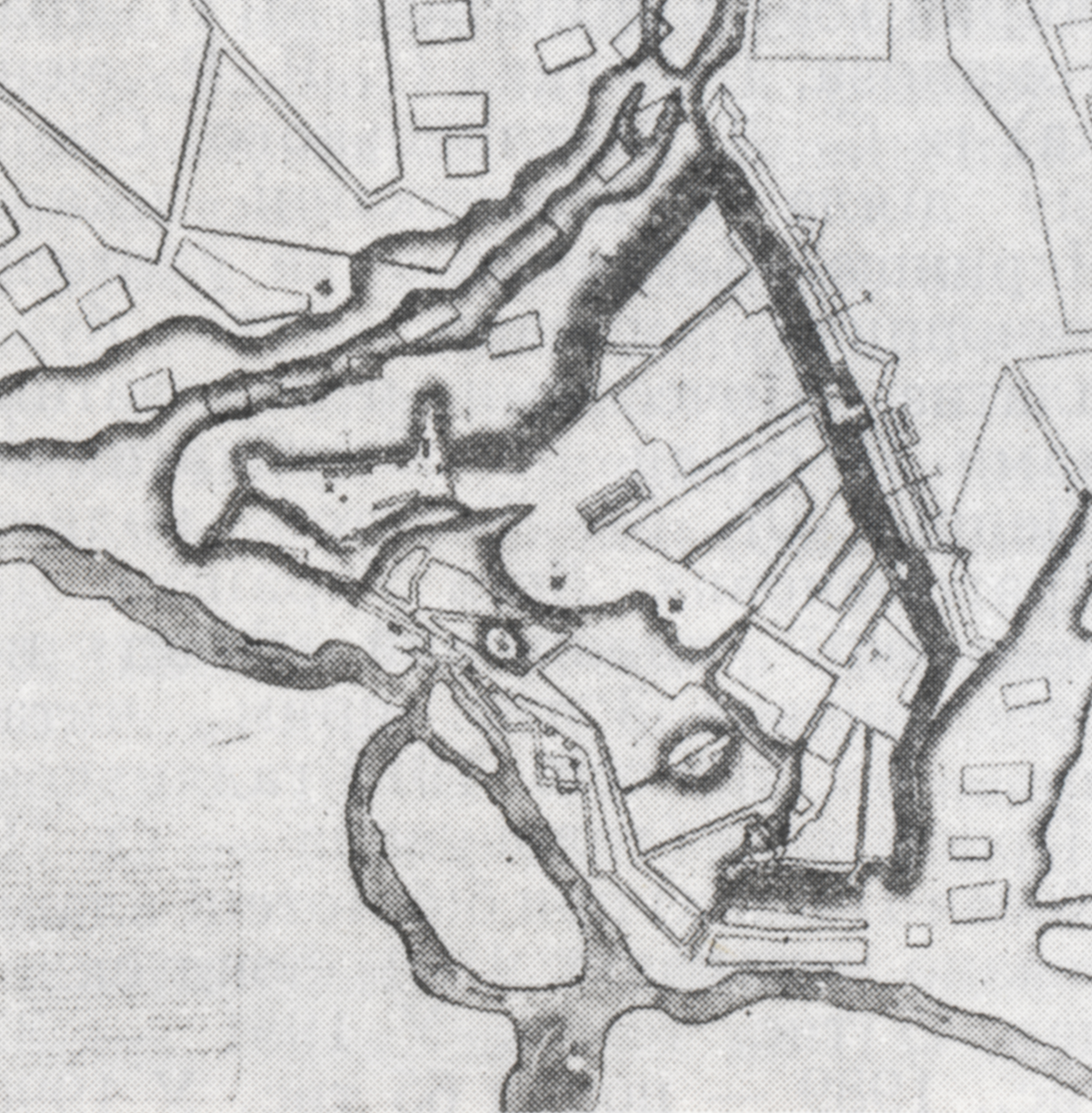
Гадяцька фортеця. План 1756

Га́дяцька форте́ця — виникла на початку 17 ст. на місці старовинного городища на правому березі при злитті річок Груні та Псла.

## Опис
Укріплення Гадяцької фортеці детально фіксує план Гадяча 1746.
Фортеця включала низинну та нагірну частини міста. З півдня й півночі підступи прикривали яри та байраки, зі сходу — річки. У південно-східній частині розміщувався Замок — найдавніше укріплене ядро (ця територія й досі має назву «Замок»).
Оборонна огорожа Замку складалася із валу, зміцненого по гребеню парканом та палісадом, а також кількох дерев'яних башт (одна — проїзна). Ширина щільно забудованого замкового подвір'я, обумовлена конфігурацією гори, сягала 15—45 сажнів, довжина — 125 сажнів, загальна довжина огорожі — близько 320 сажнів. Оборонна огорожа загальноміської фортеці з напільного, південного і західного боків складалася з земляного валу з частоколом й рову.
Східна лінія укріплень на надзаплавній терасі складалася з легкої дерев'яної стіни. З цього боку була чотиригранна надбрамна вежа та три брами. З півдня була брама з містком через рів, з заходу —- восьмигранна надбрамна вежа і брама з равелінами і мостами через рів. Загальна довжина укріплень, включаючи Замок і дерев'яну огорожу на Подолі, перевищувала 3200 сажнів.
Всередині фортеці розташовувалися численні громадські й приватні будівлі; церкви — Успенська, Петропавлівська (обидві в нагірній частині), Богоявленська (на Подолі); полкова та дві сотенні канцелярії, крамниці, шинок, два шпиталі, школа та інше.

## Історія
Первісно тут була резиденція власників міста, з середини 17 ст. — адміністрація Гадяцького староства, що належало до гетьманських рангових маєтностей.
Зокрема, з 1663 тут була резиденція гетьмана І. М. Брюховецького, для якої відновлено дерев'яний палац і збудовано церкву.
На початку 18 століття «господарем» Гадяцького замку був Якубович Дем'ян Федорович (? — 9 травня 1724).
У 2-й половині 18 ст. фортецю частково реконструйовано, але після ліквідації татарської загрози вона втрачає військове значення й занепадає.
1832 на території Замку збудовано в'язницю (тепер у цьому будинку — Гадяцька школа бджільництва).
Збереглися залишки земляних укріплень.

## Джерело
- Гадяцька фортеця // Полтавщина : Енцикл. довід. / За ред. А. В. Кудрицького. — К. : УЕ, 1992. — С. 152. — ISBN 5-88500-033-6.